# Texas Lightning
Texas Lightning är en tysk musikgrupp bestående av fem personer som spelar en blandning av pop- och countrymusik. Texas Lightning grundades år 1996 med medlemmarna Olli Dittrich (trummor och sång), Jon Flemming Olsen (sång och gitarr), Marcus Schmidt (elgitarr och banjo), Uwe Frenzel (dubbelbas och sång) och Jane Comerford (sång och ukulele). Bandets första framträdande var den 23 december 2000 på musikklubben Knust i Hamburg.
Den 9 mars 2006 vann musikgruppen den tyska uttagningen till Eurovision Song Contest 2006 med låten "No No Never" skriven av Jane Comerford. Gruppen var den första countrymusikgruppen som kom att delta i tävlingens historia. Under framträdandet i musiktävlingen hade gruppen med sig kaktusar och höstackar. Resultatet blev en 15 plats med sammanlagt 36 poäng. I Tyskland sålde låten platinum (300.000 exemplarer). 

## Medlemmar
Nuvarande medlemmar
- Olli "Ringofire" Dittrich – trummor, sång
- Marshall "Malte" Pittner – gitarr, sång
- Markus "Fastfinger" Schmidt – elgitarr, banjo
- Uwe "Friendly" Frenzel – kontrabas, sång
- Miss Jane Comerford – sång, ukulele

Tidigare medlemmar
- Chris "The Greyhound" Walther – kontrabas
- Jonny "The Flame" Olsen – sång, gitarr
- Little Mick Schulz – elgitarr, dobro
- Miss Susu Belle – sång, gitarr, mandolin
- Stefan "Texas" Hansch – trummor, percussion
- Larry "The Psychodoc" Kils – kontrabas

## Diskografi

### Studioalbum
- 2006 – Meanwhile, Back at the Ranch
- 2009 – Western Bound

### Singlar
- 2005 – "Like a Virgin"
- 2006 – "No No Never"
- 2006 – "I Promise"

### DVD
- 2006 – No No Never (promo)